# 서울 연화사 칠성도
서울 연화사 칠성도(서울 蓮花寺 七星圖)는 서울특별시 동대문구 회기동, 연화사에 있는 조선시대의 불화이다. 2013년 3월 7일 서울특별시의 유형문화재 제343호로 지정되었다.

## 지정 사유
두 손을 포개어 金輪을 받쳐 들고 있는 熾盛光佛과 日·月光菩薩, 七星佛과 七元星君, 老人星과 三星(三台六星 중 삼성) 등으로 비교적 간단한 구성을 보이는 칠성도이며, 연화사에 봉안된 아미타불괘불도와 지장시왕도, 신중도, 천수천안관음보살도 등과 함께 1901년에 조성되어, 동일 유파 화승들 화풍을 살펴 볼 수 있는 그림으로서, 19~20세기 경기지역 화풍을 파악하는데 학술 자료로서의 가치가 있다.

## 조사보고서
두 손을 포개어 金輪을 받쳐 들고 있는 熾盛光佛과 日·月光菩 薩, 七星佛과 七元星君, 老人星과 三星(三台六星 중 삼성) 등으로 비교적 간단한 구성을 보이는 칠성도이다.
솟아 오른 연화좌 위에 결가부좌하고 앉아 있는 자세의 치성광불은 양어깨를 다 덮은 通肩衣를 착용하였으며, 좌우 협시보살은 연화좌 위에 반가좌 형태로 앉아 본존불을 향하여 합장하고 있는데 머리의 관에 해와 달을 상징하는 붉은색 원과 흰색 원을 표현하였다.
본존불 주위로 좌우 대칭되게 배치되어 있는 칠성불은 합장한 채 본존불 쪽으로 몸을 틀고 있으며, 칠원성군은 각기 홀을 들거나 합장한 채 본존불을 향하여 서 있다.
19~20세기 경기지역을 중심으로 활약하였던 漢谷 頓法이 수화원을 맡고 漢明 幻照, 斗三, 太湖, 昌湖 등이 동참하여 1901년(大韓 光武 5年)에 조성하였다.
이 칠성도는 연화사에 봉안된 아미타불괘불도와 지장시왕도, 신중도, 천수천안관음보살도 등과 함께 1901년에 조성되어, 동일 유파 화승들 화풍을 살펴 볼 수 있는 그림으로서, 19~20세기 경기지역 화풍을 파악하는데 학술 자료로서의 가치가 있다.

## 참고 자료
- 연화사 칠성도 - 국가유산청 국가유산포털